# Софійське сільське поселення (Ульчський район)
Софі́йське сільське поселення (рос. Софийское сельское поселение) — сільське поселення у складі Ульчського району Хабаровського краю Росії.
Адміністративний центр та єдиний населений пункт — село Софійськ.

## Населення
Населення сільського поселення становить 692 особи (2019; 895 у 2010, 1197 у 2002).